# Torymus cecidicolus
Torymus cecidicolus is een vliesvleugelig insect uit de familie Torymidae. De wetenschappelijke naam is voor het eerst geldig gepubliceerd in 1927 door Brèthes.